# Cal Pere Bassa (el Palau d'Anglesola)
Cal Pere Bassa és un monument del municipi del Palau d'Anglesola inclòs en l'Inventari del Patrimoni Arquitectònic de Catalunya.

## Descripció
Casal entre mitgeres. Conserva el volum primitiu de la façana i la composició simètrica en la part superior, mentre la planta baixa té una porta central desplaçada.
Ben rústicament conservada i amb balcons d'un cert interès artístic.
A la planta baixa, la part central es destaca per la preexistència d'un gruixut contrafort de façana que podria ser anterior a l'aixecament d'aquest habitatge. Com a conseqüència, la portada central queda desplaçada del punt mitjà. En aquesta porta hi ha una pedra on s'especifica: Josep Vilagrassa 1766.
Són interessants les motllures dels finestrals i sobretot la pedra central de remat dels balcons amb escuts ricament esculpits seguint els models barrocs.